# Wārāseoni
Wārāseoni är en ort i Indien.   Den ligger i distriktet Bālāghāt och delstaten Madhya Pradesh, i den centrala delen av landet, 800 km söder om huvudstaden New Delhi. Wārāseoni ligger 307 meter över havet och antalet invånare är 23 800.
Terrängen runt Wārāseoni är platt, och sluttar söderut. Runt Wārāseoni är det tätbefolkat, med 297 invånare per kvadratkilometer. Närmaste större samhälle är Bālāghāt, 16,1 km öster om Wārāseoni. Trakten runt Wārāseoni består till största delen av jordbruksmark.